# Четона
Четона (итал. Cetona) је насеље у Италији у округу Сијена, региону Тоскана.
Према процени из 2011. у насељу је живело 1283 становника. Насеље се налази на надморској висини од 329 м.

## Становништво
Према резултатима пописа становништва 2011. у општини је живело 2.845 становника.
| 1936. | 1951. | 1961. | 1971. | 1981. | 1991. | 2001. | 2011. |
| ----- | ----- | ----- | ----- | ----- | ----- | ----- | ----- |
| 4.773 | 4.866 | 4.290 | 3.397 | 3.156 | 3.028 | 2.854 | 2.845 |